# Bombe anti-piste
 (juillet 2024).
Si vous disposez d'ouvrages ou d'articles de référence ou si vous connaissez des sites web de qualité traitant du thème abordé ici, merci de compléter l'article en donnant les références utiles à sa vérifiabilité et en les liant à la section « Notes et références ».

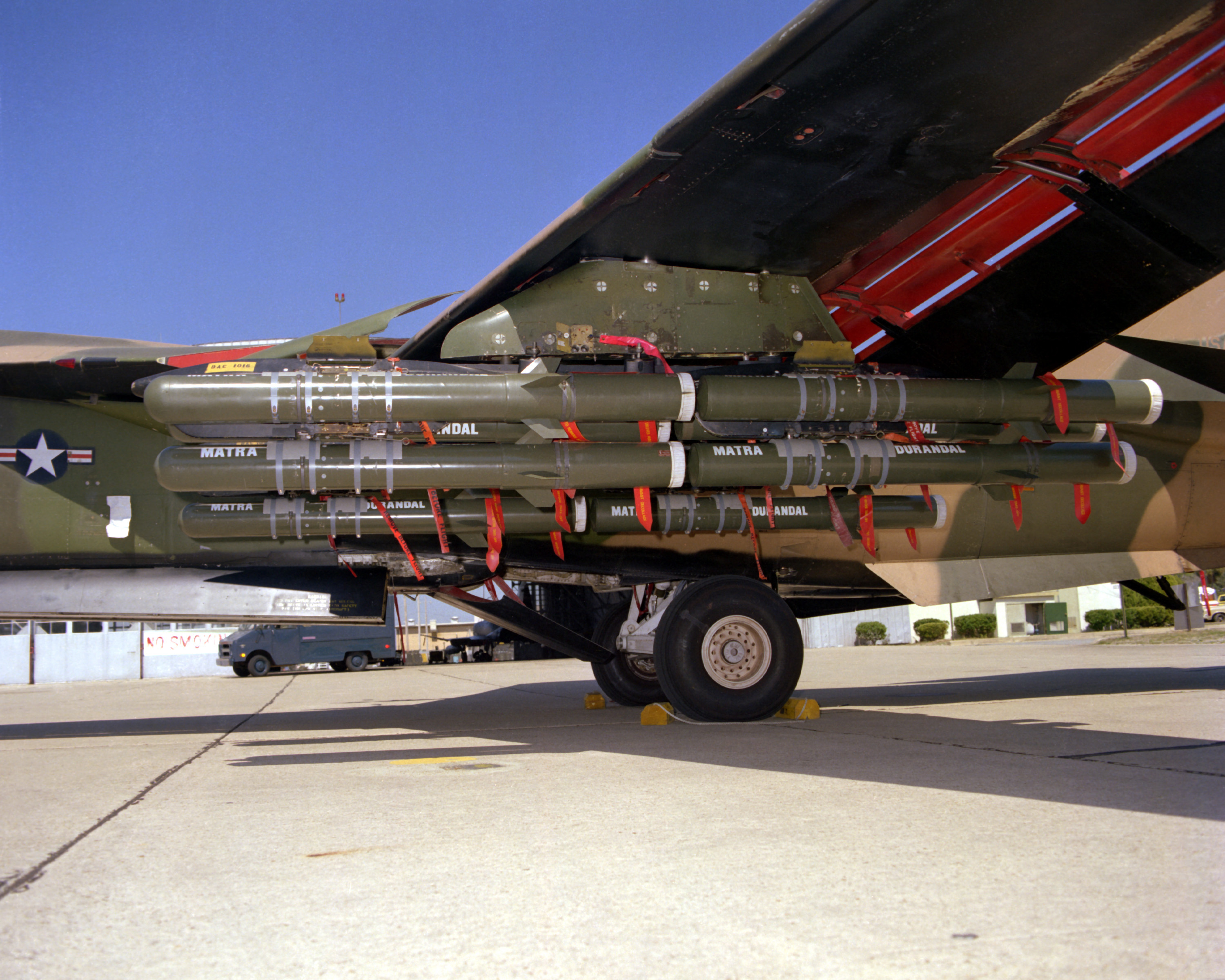
Bombes Matra Durandal françaises anti-piste pénétrant le béton embarqué sur un F-111 de l'USAF.

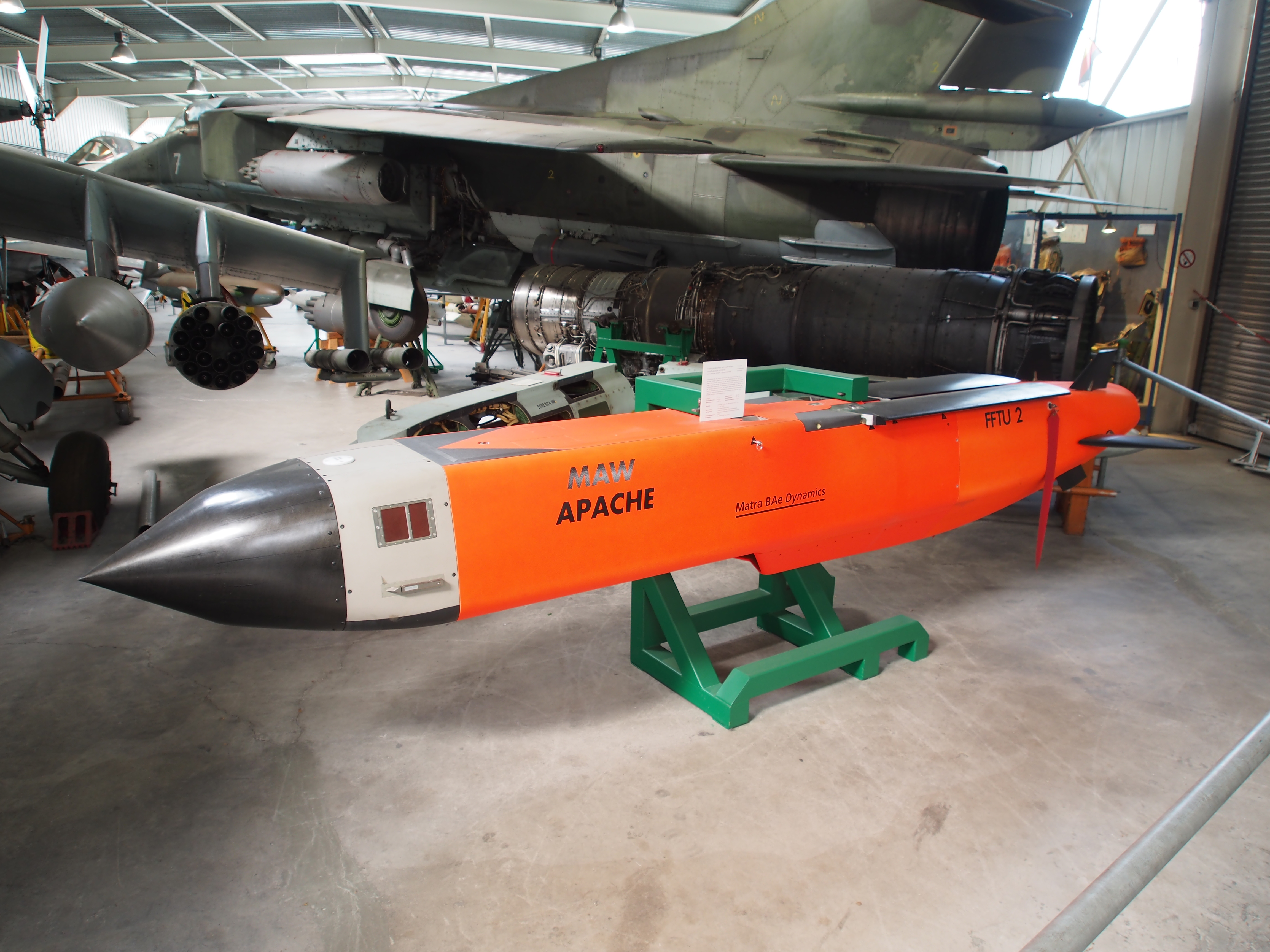
Missile de croisière antipiste français Apache.

Une bombe anti-piste est une bombe développée spécifiquement dans le but d'augmenter l'efficacité d'un bombardement conventionnel sur une piste.

## Historique
Une des premières bombes anti-piste est développée par la société française Matra Durandal. Elle est conçue pour être larguée à basse altitude au-dessus de l'objectif. Une fois larguée, un parachute se déploie pour stabiliser l'engin dans une position verticale. Une fusée se déclenche qui précipite l'arme à très grande vitesse vers la piste où elle s'enfonce profondément. Ce n'est qu'ensuite qu'elle explose, créant un cratère d'environ 5 mètres de profondeur et 16 de large.
Une version antérieure de l'arme, développée en collaboration avec l'armée de l'air israélienne, fut utilisée dans les raids aériens menés contre les pistes des aéroports égyptiens au cours de l'opération Focus (hébreu : מבצע מוקד, Mivtza Moked) en déclenchement de la guerre des Six Jours. Cette opération démontra l'efficacité du concept en immobilisant totalement l'aviation égyptienne, qui fut ensuite détruite au sol par des bombardements conventionnels.
Une bombe Durandal pèse environ 204 kg pour 2,5 m de long. La tête explosive contient 15 kg d'explosifs. L'armée de l'air française s'équipa de la Durandal en 1977, et l'US Air Force l'adopta au cours des années 1980 sous la désignation BLU-107 Durandal. Les capacités de cette arme en font également un armement possible dans un rôle anti-bunker.
La bombe BAP 100 plus légère utilise un principe similaire.

## Armement à sous-munitions
Le JP233 est un système de largage de sous-munitions anti-pistes développé par les Britanniques pour équiper leurs avions Tornado. Il prend la forme de deux nacelles fixées sous les ailes et contenant plusieurs centaines de sous-munitions à largage ralenti par parachutes. La partie arrière de la nacelle contient 30 sous-munitions SG-357 de 26 kilos composées d'une charge creuse qui perfore la piste et d'une seconde charge explosive qui crée un large cratère. La partie avant de la nacelle JP233 contient 215 mines antipersonnel HG-876 à explosions retardées ou déclenchées, empêchant toute réparation rapide de la piste.
Utilisé au cours de la première guerre du Golfe, le JP 233 se révèle peu pratique et risqué, car il expose trop l'appareil et son équipage. Le recours à des sous-munitions entre également en conflit avec la signature par le Royaume-Uni de plusieurs traités relatifs à l'usage des mines antipersonnel et les sous-munitions. Il est retiré du service peu après, au profit d'armement moins spécifique. 
Le Mehrzweckwaffe 1 (|MW-1) est un système polyvalent de largage de sous-munitions équipant les Tornados allemands et italiens, au principe similaire à la JP233. Moins spécifique, il est développé pour larguer plusieurs types de sous-munitions, y compris des sous-munitions STABO anti-pistes. Des mélanges de plusieurs types de sous-munitions sont également possibles, le Mix 2 étant spécifiquement préparé contre les pistes. À la suite des discussions internationales sur l'usage des sous-munitions, l'Italie a ordonné la destruction des MW 1 équipant ses forces aériennes.
La bombe lance-grenades BLG 66 Belouga est une bombe à sous-munition anti-piste entrée en service en 1979. La France a retiré du service cette arme, conformément à sa politique vis-à-vis des armes à sous-munitions.